# Jan Balicki (dyplomata)
Jan Balicki (ur. 2 maja 1909 (albo 1901) we Lwowie, zm. 30 kwietnia 1990 w Warszawie) – polski prawnik i dyplomata. 

## Życiorys
Syn Leona. Był specjalistą z prawa międzynarodowego, profesorem na Wydziale Prawa i Administracji Uniwersytetu Marii Curie-Skłodowskiej, a od 4 października 1957 do 9 stycznia 1959 polskim posłem w Hadze, zaś od 9 stycznia 1959 do 1965 ambasadorem polskim tamże. Autor licznych książek o historii i kulturze Holandii. Jego córką jest Ewa Bartnik, profesor genetyki.

## Wybrana bibliografia
- Historia Holandii (wraz z Marią Bogucką) wyd. Ossolineum
- Amsterdamskie ABC
- Afrykanerzy, Afrykanie, apartheid
- Jak to w dyplomacji ładnie (wraz z żoną Janiną Balicką)
- Problemy kolizyjne prawa małżeńskiego
- Historia Burów : geneza państwa apartheidu

## Odznaczenia i ordery
- Złoty Krzyż Zasługi – dwukrotnie (po raz drugi w 1954)[2]
- Krzyż Kawalerski Orderu Odrodzenia Polski[3]